# Anticarsia pyralina
Anticarsia pyralina là một loài bướm đêm trong họ Erebidae.